# Spinal Tap
Spinal Tap (stilisierte Schreibweise: Spın̈al Tap) ist eine halb-fiktive Heavy-Metal-Band, die durch den Film This Is Spinal Tap aus dem Jahr 1984 bekannt wurde.

## Bandgeschichte

### Fiktive Geschichte
Der Film stellt das persönliche Verhalten und die musikalischen Wandlungen einer eher zweitklassigen Rockband auf satirische Weise dar. So begegnet man der Gruppe im Film als einer Heavy-Metal-Band auf dem absteigenden Ast, der laufend Auftritte mangels Nachfrage abgesagt werden, und die diesem Trend mal mit mehr Mystik (Stonehenge), mal mit einem neuen Namen („The New Spinal Tap – Mark 2“) entgegenzuwirken versucht. Ein altbewährtes Vorgehen, wie mehrere Rückblenden und (gleichfalls fiktive) Interviews zeigen: Die Gruppe startete als Beatles-Verschnitt, sang Hippie-Pop von Liebe und Frieden (Listen to the Flower People), bevor sie beim derzeitigen Status Nieten-Leder-Sex ankam (Sex Farm, Big Bottom).
Die Band besteht aus den Schauspielern Christopher Guest, (Nigel Tufnel, Gitarre), Michael McKean (David St. Hubbins, Gesang/Gitarre), und Harry Shearer (Derek Smalls, Bass). Christopher Guest wird im Film This Is Spinal Tap von Rob Reiner als britisch dargestellt, obwohl alle Bandmitglieder von US-Amerikanern gespielt werden. Eine Besonderheit stellt der Schlagzeugerposten dar, der häufig wechselt, da alle Drummer unter mysteriösen Umständen zu Tode kommen.
Hohen Unterhaltungswert gewinnt der Film vor allem für Musiker und Musikfans. Bei den internen Streitigkeiten wird auf Biografien bekannter Gruppen wie Led Zeppelin, The Who, Queen, Black Sabbath, Judas Priest sowie der Beatles angespielt, und auch die Anpassungsschwierigkeiten alternder Musiker an moderne Trends (zum Beispiel des Hard Rocks der 1980er an die Grungewelle) sind in der Realität immer wieder zu beobachten. Gleichzeitig werden in dem Film bekannte Rock-Klischees parodiert.

### Reale Bandgeschichte
Die Band Spinal Tap wurde ursprünglich 1978 durch die Schauspieler und Komödianten Michael McKean (als David St. Hubbins), Christopher Guest (als Nigel Tufnel) und Harry Shearer (als Derek Smalls) für ein Comedy-Special des Networks ABC mit dem Titel The TV Show gebildet.
Kurze Zeit später schloss sich das Team mit Rob Reiner zusammen, um die Band in einen Film zu bringen. Ein großer Teil des Films wurde improvisiert und viele Stunden Filmmaterial mussten gedreht werden, bevor Rob Reiner den Film schneiden und veröffentlichen konnte. Eine 4½ Stunden lange Bootleg-Version des Films ist im Umlauf und wird seit Jahren unter Fans und Sammlern getauscht. Laut Gerüchten existiert ebenfalls eine Zehn-Stunden-Fassung des Films. Die neueste DVD-Edition des Films enthält eine Stunde Filmmaterial als Extra. Tatsächlich war der Film zu Beginn kein Hit und fand erst im Laufe der Jahre sein Publikum.
Zusätzlich zu den drei Mitgliedern von Spinal Tap und Rob Reiner, der als Marty DiBergi, der Macher der Dokumentation, auftaucht, spielen außerdem Paul Shaffer, Fred Willard, Patrick Macnee, Fran Drescher, Bruno Kirby, Howard Hesseman, Ed Begley junior und Anjelica Huston Rollen im Film. Dana Carvey und Billy Crystal besetzen Nebenrollen.

### Wiedervereinigungen
In den 1990ern kamen Gerüchte von einer „Reunion“ auf. Spinal Tap traten dann tatsächlich 1992 bei den MTV Music Awards mit neuem Schlagzeuger und Keyboarder das erste Mal live auf. Es folgte das reale Album Break Like the Wind mit neuem Material, teilweise produziert von T-Bone Burnett. Das Album enthielt außerdem Gastauftritte von Slash, Cher und Joe Satriani. Das Album erreichte Platz 61 der Billboard 200. Außerdem spielte die Band eine Konzert-Tour. Am 20. April 1992 spielten sie live auf dem „Freddie Mercury Tribute Concert“ im Wembley-Stadion. Das dargebotene Lied war The Majesty of Rock vom Album Break Like the Wind, das sie Freddie Mercury widmeten.
1994 wurde The Return of Spinal Tap als Videokassette veröffentlicht; hauptsächlich gefüllt mit Live-Mitschnitten von einem Auftritt 1992 in der Royal Albert Hall. Außerdem enthielt das Video einige Interviews der Bandmitglieder. In Werbespots für das IT-Unternehmen IBM erschien Spinal Tap 1996 als deren fiktiver Kunde für ihre dritte Comeback-Tour.
Im Jahre 2000 wurde ein neuer Song mit dem Titel Back from the Dead auf der Website von Spinal Tap veröffentlicht. 2001 kam die Band für die Neun-Städte-Back-from-the-Dead-Tournee erneut zusammen, die am 1. Juni im Greek Theater in Los Angeles begann und Mitte Juli in Montreal beim „Just-for-Laughs“-Festival endete. Die Tournee beinhaltete auch einen Auftritt in der Carnegie Hall in New York.
2007 trat Spın̈al Tap im Rahmen des Live-Earth-Konzerts am 7. Juli im Londoner Wembley-Stadion auf. Im Rahmen dieses Auftritts sollte auch eine neue 15-Minuten-Dokumentation entstehen.
Am 27. Juni 2009 trat Spinal Tap beim Glastonbury Festival auf. Am 28. Juli 2009 war die Band zu Gast in Jon Stewarts Daily Show. 2009 erschien das zweite Album (This Is Spinal Tap war eigentlich nur der Soundtrack zum Film) Back from the Dead. Dieses enthielt alte Songs aus dem Film in neuem Gewand, zum Teil auch in Unplugged & Unwigged-Versionen, sowie eine Reihe neuer Songs und erschien zum 25-jährigen Jubiläum des Films. Das Album erreichte Platz 52 der Billboard 200.
Seit Oktober 2016 läuft eine Klage von Harry Shearer gegen Rechteinhaber Vivendi wegen Betrugs und Vertragsbruch. Shearer verlangt eine gerechtere Aufteilung der Einnahmen und verklagte die Firma auf 117 Millionen Euro an entgangenen Tantiemen. 2017 schlossen sich die restlichen Bandmitglieder der Klage an, sodass die Forderung auf 370 Millionen Euro anstieg.
2018 veröffentlichte Derek Smalls (also Harry Shearer) sein Soloalbum Smalls Change (Meditations Upon Aging) „in character“. Dabei mimt er einen alternden Rockstar, der Probleme mit dem Älterwerden hat. Auf dem Album treten Gastmusiker wie Steve Lukather, Chad Smith, Joe Satriani und Taylor Hawkins auf.
Neben Spinal Tap betreiben die Bandmitglieder in gleicher Besetzung eine ebenfalls fiktive Folk-Music-Band namens The Folksmen, die zum Teil als Vorband auftritt. Diese entstand 1984 für eine Episode von Saturday Night Live.

## Popkulturelle Referenzen
- In Flugzeugen der Fluggesellschaft „USA 3000 Airlines“ lag ein Handzettel für das Bordradio aus. Die Beschreibung des Kanals „Playback“ lautete wie folgt: „Dreh deinen Luftgitarren-Verstärker auf Elf!“ Dies ist eine Anspielung auf This is Spinal Tap, in dem Nigels Verstärker in seinem Gitarrenraum einen Regler mit elf Abstufungen hat statt der üblichen zehn. Seine Begründung: „Wenn du deinen Verstärker bis zehn aufgedreht hast, fragst du dich: Was kann danach noch kommen?“
- Auch im Videospiel „Guitar Hero“ lautet einer der während des Ladens angezeigten Sätze: „Eleven IS louder than ten!“
- Die Ärzte nehmen in dem Stück Gute Zeit auf dem Album Das ist nicht die ganze Wahrheit… mit den Textzeilen „Heute kann euch keiner helfen/unsere Marshalls geh’n bis elf“ und „heute werd’n wir alles geben/wir woll’n ja nicht ewig leben“ Bezug auf Spinal Tap. Außerdem wird im Video zu Elke ein Verstärker auf „11“ gedreht.
- In der Folge Schluckauf der Stop-Motion-Fernsehserie Shaun das Schaf dreht der Titelheld einen Gitarrenverstärker ebenfalls auf elf.
- In der US-Trickserie Die Simpsons besuchen Bart und Milhouse in Folge 22 der dritten Staffel (dt. Titel Der Fahrschüler, OT The Otto Show) ein Live-Konzert der Band. Dabei nimmt Harry Shearer, der in der Serie zahlreichen Charakteren seine Stimme leiht, seine Rolle als Spinal-Tap-Bassist Derek Smalls wieder auf. In der Folge bricht die Band ein katastrophales Konzert ab, nachdem eine aufgeblasene Dark-Lord-Bühnendekoration über ihren Köpfen Luft verliert und sich auf den Schlagzeuger herabsenkt („Wir begrüßen dich, unser halb-aufgepumpter Fürst der Dunkelheit!“) und eines der Bandmitglieder durch die Laser-Lichtshow erblindet. Später rammt Ottos Schulbus den Bus der Band, woraufhin der sich überschlägt und Feuer fängt – eine offensichtliche Anspielung auf die bizarren frühen Tode, die die Drummer von Spinal Tap erleiden.
- Laut der Website imdb.com lautet die Wertung des Films acht von elf Punkten, obwohl die Höchstwertung normalerweise bei zehn Punkten liegt.[13]
- In dem Buch Divine Misfortune von A. Lee Martinez heißt es aus dem Mund des Glücksgottes Lucky: „The path to enlightenment is found in the Lyrics of Spinal Tap.“ (deutsch: „Der Pfad zur Erleuchtung liegt in den Texten von Spinal Tap.“)[14]
- In der Doctor-Who-Folge Der Preis der Jugend („The Lazarus Experiment“) stellt der 10. Doktor mithilfe seines Schallschraubendrehers den Verstärker einer Kathedralenorgel auf 11, um den mutierten Wissenschaftler Lazarus mittels eines Schallangriffs aus dem Glockenturm fallen zu lassen.
- In Deadpool 2 hat die Waffe des Gegners „Cable“ einen Gitarrenverstärker-Drehknopf, welcher bis 11 geht.
- Der ständige Wechsel der Lehrer für Verteidigung gegen die Dunklen Künste in den Harry-Potter-Romanen geht auf die ständig sterbenden Schlagzeuger zurück.[15]
- Ein Album der Band Headhunter trägt nach der im Film erwähnten Todesart eines der Schlagzeuger den Titel A Bizarre Gardening Accident.

## Der Name
Spinal tap bedeutet im Englischen „Lumbalpunktion“. Der Bandname schreibt sich offiziell als „Spın̈al Tap“, mit einem Trema (zwei Punkten) über dem Buchstaben n, im satirischen Bezug auf den Heavy-Metal-Umlaut, also die häufige Nutzung von Umlauten in Bandnamen wie Motörhead und später Mötley Crüe. Dem i in „Spinal Tap“ fehlt der Punkt, wodurch es wie das türkische punktlose ı aussieht.
Das n mit Trema existiert in der wenig verbreiteten Sprache Jacalteco, die in Guatemala gesprochen wird, sowie im Malagasy, einer der Amtssprachen auf Madagaskar. In beiden Sprachen kennzeichnet der Buchstabe einen velaren Nasal ([⁠ŋ⁠]), wie er auch im Deutschen für die Buchstabenkombination „ng“ zu finden ist.
Das Begleitheft des Films behauptet, dass sich die Band – davon ausgehend, dass sich das Wort tatsächlich spynal schreiben würde – entschied, sich Spinal Tap zu nennen, um den Stil der absichtlich falschen Rechtschreibung im Namen der Band Stryper zu imitieren.

## Verwandte Werke
This Is Spinal Tap: The Official Companion wurde 2000 veröffentlicht. ISBN 0-7475-4218-X Es enthielt eine Tap’istory, den vollen Mitschnitt des Films (mit Outtakes), eine Diskografie, Songtexte und ein A–Z der Band.

## Diskografie

### Alben
- 1984: This Is Spinal Tap (Original Soundtrack) (Polydor)
- 1992: Break Like the Wind (MCA Records)
- 2009: Back from the Dead (The Label Industry Records)

### Singles
- 1984: Christmas with the Devil (Enigma Records)
- 1984: Hell Hole / Big Bottom (12″, Polydor)
- 1992: The Majesty of Rock (The Pageantry of Roll) (MCA Records)
- 1992: Bitch School (MCA Records)
- 2000: Back from the Dead (Download-Single)

### Videoalben
- 1984: This Is Spinal Tap (Film)
- 1992: Break Like the Wind – The Videos (VHS/LaserDisc, MCA Music Video)
- 1993: The Return of Spinal Tap (VHS, Laserdisc, DVD/TV-Film)

### Soloalben
- 2018: Derek Smalls: Smalls Change (Meditations Upon Aging) (Sony BMG)

### Fiktive Veröffentlichungen

#### Alben
- Spinal Tap Sings Listen to the Flower People & Other Favorites (1967)
- We Are All Flower People (1968)
- Silent But Deadly (1969)
- Brainhammer (1970)
- Nerve Damage (1971)
- Blood to Let (1972)
- Intravenus De Milo (1974)
- The Sun Never Sweats (1975)
- Jap Habit (1975)
- Bent for the Rent (1976)
- Tap Dancing (1976)
- Rock ’n’ Roll Creation (1977)
- Shark Sandwich (1980)
- Smell the Glove (1982)

#### Singles
- Listen to the Flower People (1967)
- We Are All Flower People (1968)
- Breakfast of Evil (1969)
- Silent But Deadly (1969)
- Big Bottom (1970)
- Swallow My Love (1970)
- Nerve Damage (1971)
- Blood to Let (1972)
- Tonight I’m Gonna Rock You Tonight (1974)
- Stonehenge (1975)
- Nice ’n’ Sticky (1975)
- Heavy Duty (1976)
- Bent for the Rent (1976)
- Tap Dancing (1976)
- Rock ’n’ Roll Creation (1977)
- Hell Hole (1980)
- No Place Like Nowhere (1980)
- Sex Farm (1982)

#### Zusammenstellungen
- Heavy Metal Memories (1983)

#### Unveröffentlichtes
- Here’s More Tap
- Flak Packet
- Lusty Lorry
- SEXX! (Original Motion Picture Soundtrack)
- Hernia
- Break Like the Wind II

#### Solo-Veröffentlichungen
Derek Solo
- It’s a Small World (1978)

Nigel Solo
- Nigel Tufnel’s Clam Caravan (1979)
- Pyramid Blue (unbekanntes Datum)

Ross Solo
- Doesn’t Anybody Here Speak English? (unbekanntes Datum)